# Florești (okręg Dolj)
Florești – wieś w Rumunii, w okręgu Dolj, w gminie Șimnicu de Sus. W 2011 roku liczyła 357 mieszkańców.